# Богдан Николаев Николов
Богдан Николаев Николов е български публицист и предприемач.

## Биография
Богдан Николаев Николов е роден на 27 ноември 1969 г. в София.
Той е възпитаник на Първа английска езикова гимназия в София. Завършва строително инженерство в Техническия университет във Виена, Австрия. Защитава Магистърска степен по Международни икономически отношения в Университета за национално и световно стопанство (УНСС), София, като по същото време работи и в Министерството на земеделието. След това работи в Министерството на икономиката в сферата на външната търговия. Бил е търговско аташе в посолствата на Република България последователно във Виена, Австрия, и Берлин, Германия. Изпълнителен директор на „Интерпред-Световен търговски център София“ АД, по-късно оперативен директор е на „Агенция за дипломатически имоти в страната“ (АДИС) София, след което работи в собствена фирма.
Женен е с две деца – син, роден през 2000 г., и дъщеря, родена през 2003 г. Владее английски, немски и руски език.

## Продуцентска дейност
От 2015 година продуцира и води седмичното „Верижна ре(д)акция“, което е единственият икономически обзор на събитията в България, в който не се споменава името на нито една българска партия. Това прави предаването от една страна симпатично с безпристрастността си, но от друга е тежък дефект в очите на българите в чужбина, които трудно могат да знаят, кое от споменатите лица коя политическа сила представлява.
Видеоканалът има три рубрики – „Интервю“, „Комедия“ и „Новини“. В „Интервю“ понякога се правят политически коментари, но само по отношение на чужди държави; същата тенденция за коментиране на външнополитически събития се наблюдава и в изказвания на Николов извън предаването.

## Публикации
Автор е на книгата „Управление на предприятието – Технологията на бизнеса“, чието четвърто издание от 224 страници излиза през 2014 година.

## Интервюта
През 2009 г. медийните му участия са основно по въпроси, свързани с предприемачеството и бизнеса в условията на криза. Това постепенно се променя с годините и през 2015 г. коментира електронното правителство, включително в контекста на предложения референдум за електронното гласуване.
Възгледите му за справяне с бежанската криза са свързани с „най-решителен отговор“ към всяка лодка „след предупредителен изстрел във въздуха“.